# Amazonius giovaninii
Espèce
Amazonius giovaninii est une espèce d'araignées mygalomorphes de la famille des Theraphosidae.

## Distribution
Cette espèce est endémique d'Amazonas au Brésil,. Elle se rencontre vers Manaus.

## Description
La femelle holotype mesure 35,44 mm et le mâle paratype 29,44 mm.

## Systématique et taxinomie
Cette espèce a été décrite par Cifuentes en Bertani en 2022.

## Étymologie
Cette espèce est nommée en l'honneur de Dener Giovanini.

## Publication originale
- Cifuentes & Bertani, 2022 : « Taxonomic revision and cladistic analysis of the tarantula genera Tapinauchenius Ausserer, 1871, Psalmopoeus Pocock, 1985, and Amazonius n. gen. (Theraphosidae, Psalmopoeinae). » Zootaxa, no 5101(1), p. 1-123.